# Албрехт VII Австрийски
Албрехт VII Австрийски (на немски: Albrecht VII von Österreich, Albrecht der Fromme; на френски: Albert, * 13 ноември 1559, Винер Нойщат; † 15 юли 1621, Брюксел) от династията Хабсбурги, е регент на Испанска Нидерландия (1596 – 1621) и ерцхерцог на Австрия.

## Живот
Албрехт VII Австрийски е петият син на император Максимилиан II и съпругата му Мария Испанска.
Възпитаван е в двора на крал Филип II Испански и се подготвя за духовник. На 3 май 1577 г. папа Григорий XIII го прави кардинал. През ноември 1594 г. той е за кратко титулярен архиепископ на Филипи и архиепископ на Толедо (1584 – 1598) в Испания.
От 1583 до 1595 г. Албрехт е вицекрал на Португалия и след това генерал-губернатор на Южна Нидерландия. Той напуска през 1598 г. духовничеството и се жени за инфанта Изабела-Клара Испанска, 32-годишната дъщеря на Филип, която му донася Нидерландия като зестра. Двойката отива в Испанска Нидерландия, където Албрехт управлява от 1599 г. с титлата херцог на Бургундия (1598).
На 2 юли 1600 г. Албрехт е победен от Мориц Орански, сключва през 1609 г. 12-годишен мирен договор и умира през юли 1621 в Брюксел, малко преди войната да започне отново. Съпругата му Изабела-Клара Испанска остава като щатхалтерка в Нидерландия.
- Портрет на Албрехт VII със съпругата му Изабела Клара Евгения,
 худ.Рубенс
- Албрехт VII Австрийски,
 1599 – 1600
- Ерцхерцог Албрехт VII,
 регент на Южна Нидерландия,
 худ.Петер Паул Рубенс, ок. 1609